# Constitutio Criminalis Carolina

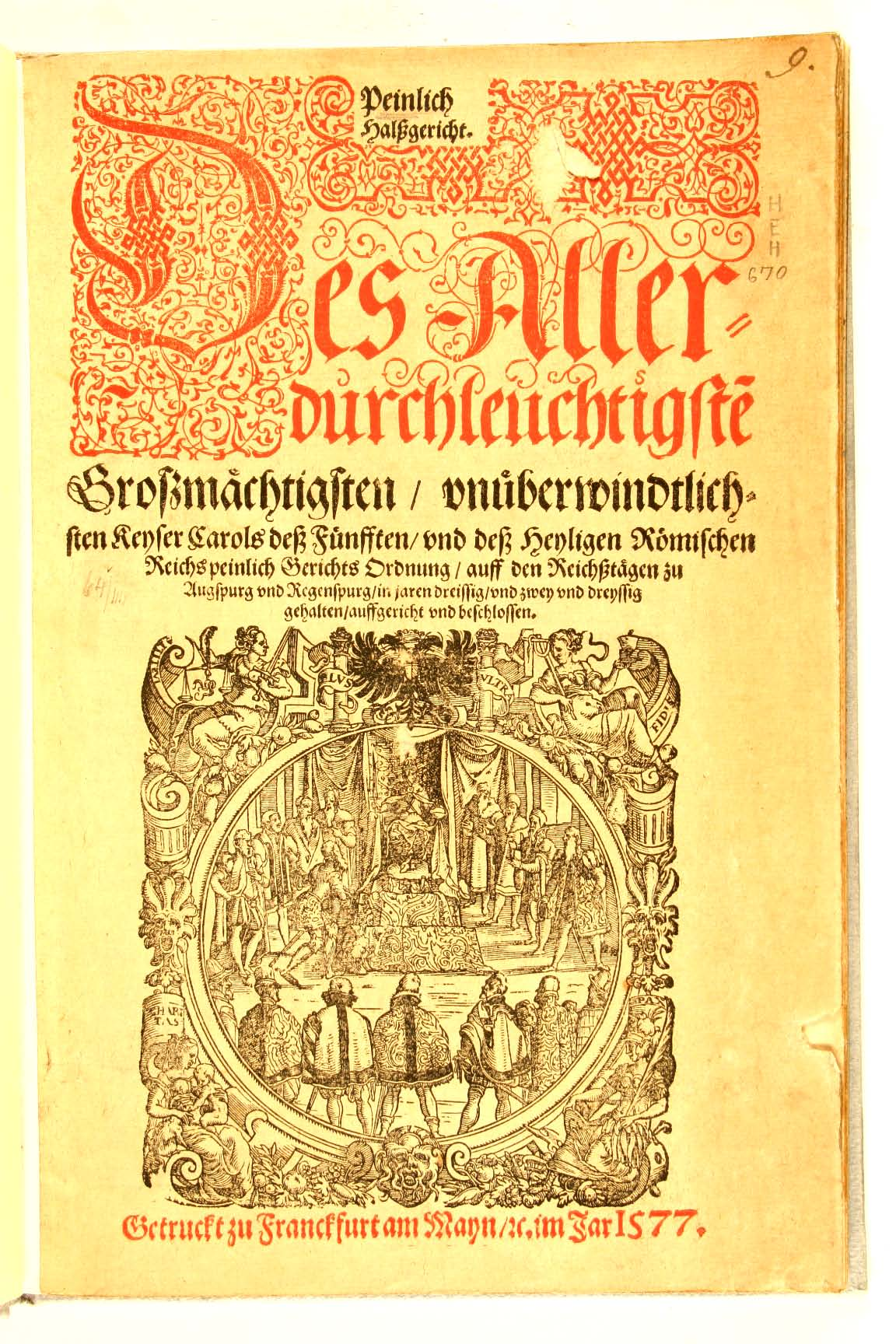
Portada.

La Constitutio Criminalis Carolina (también conocida como Lex Carolina) es un cuerpo de leyes del Sacro Imperio Romano Germánico aprobado en 1532 durante el reinado de Carlos V, del que toma su nombre. Es considerada el primer cuerpo de derecho penal alemán. En alemán se denominó Halsgerichtsordnung Karls V (Procedimiento para el enjuiciamiento de crímenes capitales de Carlos V).
Se basó en el Halsgerichtsordnung de Bamberg (también conocido como el Bambergensis), elaborado por Johann Freiherr von Schwarzenberg, en 1507, que volvía a la escuela humanista del derecho romano.
La Lex Carolina se redactó en 1530 en la Dieta de Augsburgo y fue ratificada dos años más tarde en la Dieta de Ratisbona. A pesar de su nombre dedica mayor parte al derecho civil que al derecho penal. Bajo la Constitutio Carolina Criminalis se consideraban delitos graves actos tales como el asesinato, el homicidio, el robo, el incendio provocado, la homosexualidad y la brujería. En particular, la Carolina especificó que los culpables de causar un daño a través de la brujería deberían ser ejecutados en la hoguera, sentando las bases para los juicios de brujas masivos producidos entre 1580 y 1680. También constituyó el fundamento legal de la tortura para la obtención de confesiones.
El objetivo de la Constitutio Carolina Criminalis era unificar el sistema legal del Imperio, y así poner fin a la jurisdicción penal local, que hasta entonces había variado al azar entre los estados del imperio. La Lex Carolina logró esto a pesar de una cláusula de separación por la cual la Carolina sólo tenía importancia secundaria tras las leyes particulares de los estados imperiales. Esta cláusula de separación fue necesaria para asegurar la aprobación de los estados imperiales, que querían mantener a sus propios poderes judiciales y legislativos. No obstante, la cláusula de separación no impidió la unificación del sistema jurídico de la Carolina y su efecto reformador en el derecho penal fue indiscutible.
La Constitutio Criminalis Carolina dejó impronta en el derecho al ser tomada como fuente de la inquisición italiana. A diferencia de las leyes penales anteriores que solo se aplicaban tras la acusación de la víctima de un delito, sin que existiera la posibilidad de que los juzgados hicieran investigaciones por iniciativa propia. La inquisición le dio al tribunal la oportunidad de examinar un caso a requerimiento suyo y encontrar una sentencia basándose únicamente en hechos, sin estar limitada por los intereses de las partes.